# 小泉源一

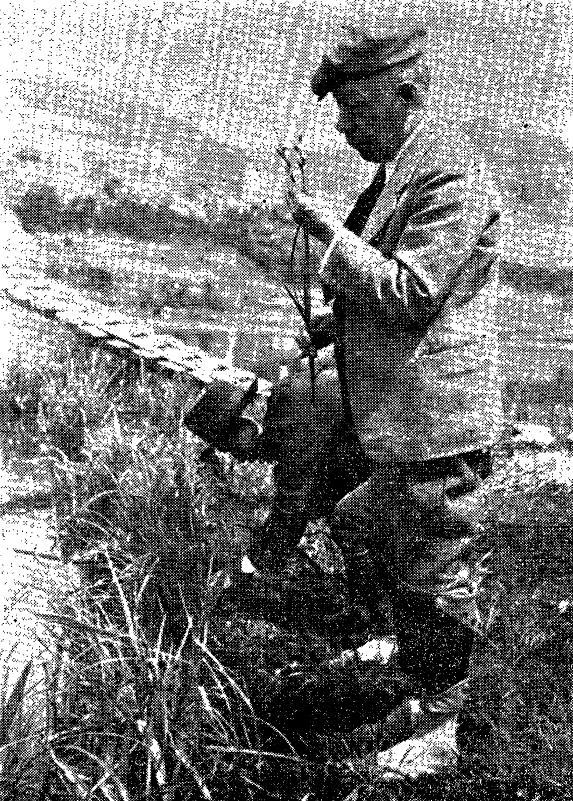
小泉源一（前）。奥は竹内敬。

小泉 源一（こいずみ げんいち、1883年11月1日 - 1953年12月21日）は、日本の植物学者。日本植物分類学会の創立者で、日本の植物分類学の基礎を築いた一人である。

## 概要
1883年、米沢市林泉寺町にて父清次、母たかの長男として生まれる。小泉家は米沢藩の猪苗代組(中士階級)の家柄であり、先祖は武田遺臣の小泉源五郎。札幌農学学校林学実科を経て、1905年、東京帝国大学（現：東京大学）に選科生として入学。松村任三に師事し植物分類学を学んだ。1908年に卒業、1916年に理学博士を取得。
マーシャル諸島ヤルート島における植物と自然地理の観察依頼を東京理科大学から受け、1914年（大正3年）12月19日に神奈川丸に乗船、翌年2月13日までミクロネシアとマーシャル各群島の現地調査（フィールドワーク）を行う。この調査をまとめた『ヤルート島植物地理』は、文部省専門学部が南洋諸島の風土文物について研究した委任統治地域資料の中に編纂され、1916年から1917年に刊行された。
東京大学の嘱託教員を経て、1919年から京都大学の助教授となり、植物学教室を創設、のちに教授となる。1927年には、中井猛之進とともに『大日本樹木誌』（成美堂書店）を刊行。
1943年に還暦を迎えたことを記念して、その翌年の1944年、日本植物分類学会の機関紙『植物分類・地理』から、「小泉博士還暦記念号」が刊行された。また同じ頃、定年のため京都大学を退官。
1953年12月20日に、脳血管破裂で意識不明となり、その翌日に米沢市林泉寺町の実家にて死去。